# Massimiliano Lecat
Massimiliano Lecat (Palermo, 22 novembre 1977) è un ex giocatore di football americano e allenatore di football americano italiano.

## Carriera

### Carriera da giocatore
Inizia a calpestare campi da football nelle giovanili dei Cardinals Palermo, ottenendo come migliore risultato il terzo posto nel campionato nazionale Under-20 nel 1996. Ha militato in diverse squadre della Golden League: Cardinals Palermo, Sharks Palermo, Seagulls Salerno.

### Carriera da allenatore
Inizia la carriera d'allenatore nella Under 16 dei Cardinals nel 1997 ed è presente nel coaching staff degli Sharks sin dalla fondazione.
Vanta la partecipazione a diversi camp presso il TEC CEM di Città Del Messico e dal 2006 oltre a ricoprire la carica di presidente è alla guida della squadra come Head Coach. Nel 2022 entra nello staff degli Eagles United Palermo come defensive assistant.